# Rożdżałów (Ukraina)
Rożdżałów (ukr. Розжалів) – wieś na Ukrainie, w rejonie radziechowskim obwodu lwowskiego. Wieś liczy około 680 mieszkańców.
W II Rzeczypospolitej do 1934 samodzielna gmina jednostkowa. Następnie wieś należała do zbiorowej wiejskiej gminy Korczyn w powiecie sokalskim w woj. lwowskim. Po wojnie wieś została odłączona od Polski i przyłączona do Ukraińskiej SRR.